# Kōta Watanabe
Kōta Watanabe (渡辺 皓太?, Watanabe Kōta; Kawasaki, 18 ottobre 1998) è un calciatore giapponese, centrocampista degli Yokohama F·Marinos.

## Carriera

### Club

#### Tokyo Verdy e Yokohama F. Marinos
La sua carriera nel professionismo ha inizio con il Tokyo Verdy debuttando il 3 maggio 2016 nella sconfitta contro il Montedio Yamagata per 1-0 nella seconda divisione del calcio giapponese, la J2 League. Segnerà la sua prima rete aprendo le marcature nella vittoria per 4-2 contro il Machida Zelvia. Segnerà altre reti come nella vittoria per 4-0 battendo il Tokushima Vortis, e nella partita vinta per 2-1 contro l'Albirex Niigata, o nel pareggio per 1-1 contro il FC Ryūkyū. A partire dal 2019 giocherà per lo Yokohama F. Marinos nella prima divisione, la J1 League, vincendo l'edizione 2019. Segnerà per la prima volta nella J1 League nella vittoria per 4-3 ai danni dello Shimizu S-Pulse,  inoltre segnerà il gol 2-1 vincendo contro il Nagoya Grampus.

### Nazionale
Giocherà con la Nazionale Under-23 ai Giochi asiatici vincendo l'argento, in semifinale per merito del suo assist vincente Ayase Ueda segnerà il gol del 1-0 che permetterà al Giappone di battere gli Emirati Arabi Uniti.
Il 24 maggio 2019 è stato convocato dal CT Hajime Moriyasu per partecipare con la nazionale maggiore alla Copa América 2019 in Brasile sebbene sia rimasto in panchina per tutta la manifestazione. È l'unico calciatore della J2 League che ha preso parte alla competizione.

## Statistiche

### Presenze e reti nei club
| Stagione                  | Squadra                   | Campionato                | Campionato | Campionato | Coppe nazionali | Coppe nazionali | Coppe nazionali | Coppe continentali | Coppe continentali | Coppe continentali | Altre coppe | Altre coppe | Altre coppe | Totale | Totale |
| Stagione                  | Squadra                   | Comp                      | Pres       | Reti       | Comp            | Pres            | Reti            | Comp               | Pres               | Reti               | Comp        | Pres        | Reti        | Pres   | Reti   |
| ------------------------- | ------------------------- | ------------------------- | ---------- | ---------- | --------------- | --------------- | --------------- | ------------------ | ------------------ | ------------------ | ----------- | ----------- | ----------- | ------ | ------ |
| 2016                      | Tokyo Verdy               | J2                        | 11         | 0          | CI              | 1               | 0               | -                  | -                  | -                  | -           | -           | -           | 12     | 0      |
| 2017                      | Tokyo Verdy               | J2                        | 28         | 1          | CI              | 0               | 0               |                    | -                  | -                  | -           | -           | -           | 28     | 1      |
| 2018                      | Tokyo Verdy               | J2                        | 38         | 2          | CI              | 0               | 0               |                    | -                  | -                  | -           | -           | -           | 38     | 2      |
| gen.-ago. 2019            | Tokyo Verdy               | J2                        | 16         | 1          | CI              | 0               | 0               |                    | -                  | -                  | -           | -           | -           | 16     | 1      |
| Totale Tokyo Verdy        | Totale Tokyo Verdy        | Totale Tokyo Verdy        | 93         | 4          |                 | 1               | 0               |                    | -                  | -                  | -           | -           | -           | 94     | 4      |
| ago.-dic. 2019            | Yokohama F·Marinos        | J1                        | 9          | 0          | CI+CJL          | 2+0             | 0               | -                  | -                  | -                  | -           | -           | -           | 11     | 0      |
| 2020                      | Yokohama F·Marinos        | J1                        | 19         | 0          | CI+CJL          | 0+1             | 0               | -                  | -                  | -                  | -           | -           | -           | 20     | 0      |
| 2021                      | Yokohama F·Marinos        | J1                        | 26         | 0          | CI+CJL          | 0+7             | 0               | -                  | -                  | -                  | -           | -           | -           | 33     | 0      |
| 2022                      | Yokohama F·Marinos        | J1                        | 0          | 0          | CI+CJL          | 0               | 0               | -                  | -                  | -                  | -           | -           | -           | 0      | 0      |
| Totale Yokohama F·Marinos | Totale Yokohama F·Marinos | Totale Yokohama F·Marinos | 54         | 2          |                 | 10              | 0               |                    | -                  | -                  | -           | -           | -           | 64     | 2      |
| Totale carriera           | Totale carriera           | Totale carriera           | 147        | 6          |                 | 11              | 0               |                    | -                  | -                  | -           | -           | -           | 158    | 6      |

### Cronologia presenze e reti in nazionale
| Cronologia completa delle presenze e delle reti in nazionale ― Giappone under 23 | Cronologia completa delle presenze e delle reti in nazionale ― Giappone under 23 | Cronologia completa delle presenze e delle reti in nazionale ― Giappone under 23 | Cronologia completa delle presenze e delle reti in nazionale ― Giappone under 23 | Cronologia completa delle presenze e delle reti in nazionale ― Giappone under 23 | Cronologia completa delle presenze e delle reti in nazionale ― Giappone under 23 | Cronologia completa delle presenze e delle reti in nazionale ― Giappone under 23 | Cronologia completa delle presenze e delle reti in nazionale ― Giappone under 23 |
| Data                                                                             | Città                                                                            | In casa                                                                          | Risultato                                                                        | Ospiti                                                                           | Competizione                                                                     | Reti                                                                             | Note                                                                             |
| -------------------------------------------------------------------------------- | -------------------------------------------------------------------------------- | -------------------------------------------------------------------------------- | -------------------------------------------------------------------------------- | -------------------------------------------------------------------------------- | -------------------------------------------------------------------------------- | -------------------------------------------------------------------------------- | -------------------------------------------------------------------------------- |
| 14-8-2018                                                                        | Cikarang                                                                         | Giappone under 23                                                                | 1 – 0                                                                            | Nepal under 23                                                                   | XVIII Giochi asiatici                                                            | -                                                                                |                                                                                  |
| 14-8-2018                                                                        | Cikarang                                                                         | Giappone under 23                                                                | 0 – 1                                                                            | Vietnam under 23                                                                 | XVIII Giochi asiatici                                                            | -                                                                                |                                                                                  |
| 24-8-2018                                                                        | Bekasi                                                                           | Malaysia under 23                                                                | 0 – 1                                                                            | Giappone under 23                                                                | XVIII Giochi asiatici                                                            | -                                                                                |                                                                                  |
| 27-8-2018                                                                        | Palembang                                                                        | Arabia Saudita under 23                                                          | 1 – 2                                                                            | Giappone under 23                                                                | XVIII Giochi asiatici                                                            | -                                                                                |                                                                                  |
| 29-8-2018                                                                        | Cibinong                                                                         | Giappone under 23                                                                | 1 – 0                                                                            | Emirati Arabi Uniti under 23                                                     | XVIII Giochi asiatici                                                            | -                                                                                |                                                                                  |
| 1-9-2018                                                                         | Cibinong                                                                         | Corea del Sud under 23                                                           | 2 – 1 dts                                                                        | Giappone under 23                                                                | XVIII Giochi asiatici                                                            | -                                                                                | 109’                                                                             |
| 6-9-2019                                                                         | Celaya                                                                           | Messico under 23                                                                 | 0 – 0                                                                            | Giappone under 23                                                                | Amichevole                                                                       | -                                                                                | 75’                                                                              |
| 9-9-2019                                                                         | Chula Vista                                                                      | Stati Uniti under 23                                                             | 2 – 0                                                                            | Giappone under 23                                                                | Amichevole                                                                       | -                                                                                | 72’                                                                              |
| 26-3-2021                                                                        | Chōfu                                                                            | Giappone under 23                                                                | 0 – 1                                                                            | Argentina under 23                                                               | Amichevole                                                                       | -                                                                                |                                                                                  |
| 29-3-2021                                                                        | Kitakyūshū                                                                       | Giappone under 23                                                                | 3 – 0                                                                            | Argentina under 23                                                               | Amichevole                                                                       | -                                                                                | 90+1’                                                                            |
| Totale                                                                           |                                                                                  | Presenze                                                                         | 10                                                                               |                                                                                  | Reti                                                                             | 0                                                                                |                                                                                  |

## Palmarès

### Club
- Campionato giapponese: 2

Yokohama F·Marinos: 2019, 2022
- Supercoppa del Giappone: 1

Yokohama F·Marinos: 2023

### Nazionale
- Giochi asiatici: 1

2018